# プンピン郡
座標: 北緯9度6分36秒 東経99度13分54秒 / 北緯9.11000度 東経99.23167度
プンピン郡（プンピンぐん）はタイ南部・スラートターニー県の郡（アムプー）の一つ。

## 名称
旧称、ターカーム郡。

## 歴史
1896年、ターカーム郡の名で、スラートターニー県の郡として成立した。1930年近隣のターローンチャーン郡と合併した。1938年プンピンと名を変えた。1980年には郡庁が新築された。

## 地理
ターピー川、プムドゥワン川の形成した平地にある。
交通は、東西に401号線が通っており、東はスラートターニー、西はタクワパーと通じる。南北に国道41号線が通っており、北はチャイヤー郡方面、南はトゥンソン方面と通じる。

## 経済
プンピン郡はスータートターニー県の県庁所在地であるスラートターニーの郊外に位置する、スラートターニーの衛星都市であり、スラートターニの交通のハブとしての役割を持つ。特に鉄道の分岐点バーントゥンポー駅からは以前プーケットまで延びる鉄道が計画されていたが1956年までに断念、キーリーラットニコム郡まででその建設は終了した。
県名を冠する主要駅のスラートターニー駅も郡内にある。
またスラートターニー空港が郡内にあり、陸上交通としては内陸部コンテナー倉庫（Inland Container Depot、あるいはICD）や、バンコク - シンガポールを接続するアジアハイウェイ2号線がある。

## 行政区分
プンピン郡は16のタムボンに分かれ、さらにその下位に100の村（ムーバーン）がある。自治体（テーサバーン）が設置されており以下のようになっている。
- テーサバーンムアン・ターカーム・・・タムボン・ターカームの一部

また郡内には16のタムボン行政体が設置されている。以下はプンピン郡のタムボンの一覧である。
| 1. タムボン・ターカーム・・・ตำบลท่าข้าม 2. タムボン・ターサトーン・・・ตำบลท่าสะท้อน 3. タムボン・リーレット・・・ตำบลลีเล็ด 4. タムボン・バーンマドゥア・・・ตำบลบางมะเดื่อ 5. タムボン・バーンドゥアン・・・ตำบลบางเดือน 6. タムボン・ターローンチャーン・・・ตำบลท่าโรงช้าง 7. タムボン・クルート・・・ตำบลกรูด 8. タムボン・プンピン・・・ตำบลพุนพิน 9. タムボン・バーンゴーン・・・ตำบลบางงอน 10. タムボン・シーウィチャイ・・・ตำบลศรีวิชัย 11. タムボン・ナムロープ・・・ตำบลน้ำรอบ 12. タムボン・マルワン・・・ตำบลมะลวน 13. タムボン・フワトゥーイ・・・ตำบลหัวเตย 14. タムボン・ノーンサイ・・・ตำบลหนองไทร 15. タムボン・カオフワクワーイ・・・ตำบลเขาหัวควาย 16. タムボン・タパーン・・・ตำบลตะปาน | プンピン郡のタムボン |